# 4758 Ермітаж
4758 Ермітаж (4758 Hermitage) — астероїд головного поясу, відкритий 27 вересня 1978 року.
Тіссеранів параметр щодо Юпітера — 3,168.